# بوب ماكهيو (لاعب كرة قدم)
بوب ماكهيو (بالإنجليزية: Robert McHugh)‏ هو لاعب كرة قدم بريطاني في مركز الهجوم، ولد في 16 يوليو 1991 في غلاسكو في المملكة المتحدة. شارك مع منتخب اسكتلندا تحت 17 سنة لكرة القدم ومنتخب اسكتلندا تحت 19 سنة لكرة القدم. أما مع النوادي، فقد لعب مع كوين أوف ساوث ونادي فالكيرك ونادي ماذرويل.

## وصلات خارجية
- بوب ماكهيو على موقع قاعدة بيانات كرة القدم.إي يو (الإنجليزية)
- بوب ماكهيو على موقع Soccerbase.com (لاعب) (الإنجليزية)
- بوب ماكهيو على موقع Soccerway.com (الإنجليزية)
- بوب ماكهيو على موقع عالم كرة القدم.نت (الإنجليزية)